# Pentispa bilimeki
Pentispa bilimeki es un insecto coleóptero de la familia Chrysomelidae.
Fue descrita científicamente en 1937 por Spaeth.